# Oscar Ho
Oscar Ho (* 1956) ist ein chinesischer Kurator, Museumsleiter und Hochschullehrer.

## Leben und Werk
Oscar Hing Kay Ho studierte Kunst in Kanada und den USA. Er kehrte in den 1980er Jahren nach Hongkong zurück. Ho war Ende der 1980er Jahre Gastkurator bei der 2. und 3. Asian Pacific Triennial, 1996 Kurator für die asiatische Beteiligung von Container 96 in Kopenhagen und 1999 Gastkurator für das Halifax Art Festival in Kanada.
Von 1998 bis 2001 war er künstlerischer Direktor des Hong Kong Arts Centre und betätigte sich später in der Kulturpolitik. Ab 2004 war Oscar Ho an der Gründung des Museum of Contemporary Art Shanghai beteiligt und führte es bis 2006 als erster Direktor.
Oscar Ho ist Gründer der Sektion Hongkong der Association Internationale des Critiques d’Art und war Mitglied der Findungskommission dOCUMENTA (13).
Derzeit ist Ho Direktor der Abteilung der Postgradualen Studien an der Chinesischen Universität Hongkong und freier Kurator.